# Porto Grande
Porto Grande är en kommun i Brasilien.   Den ligger i delstaten Amapá, i den norra delen av landet, 1 900 km norr om huvudstaden Brasília. Antalet invånare är 16 825.
I omgivningarna runt Porto Grande växer i huvudsak städsegrön lövskog. Runt Porto Grande är det mycket glesbefolkat, med 3 invånare per kvadratkilometer.